# Carta constitucional de 1830
La carta constitucional del 14 de agosto de 1830 es la Constitución que funda la Monarquía de Julio, nuevo régimen surgido de las revueltas del 27, 28 y 29 de julio de 1830, llamadas las Tres Gloriosas.

## Historial
Finalizadas las Tres Gloriosas, los diputados liberales, preocupados por el riesgo de que se proclamara la República, consiguieron apropiarse de la revolución popular en beneficio del Duque de Orleans, nombrado teniente general del reino el 31 de julio de 1830, a la espera de un acuerdo sobre la nueva organización de poderes.
El 3 de agosto de 1830, a la una de la tarde, el Duque de Orleans preside la ceremonia solemne de apertura de la sesión legislativa, en el Palacio Borbón. El discurso que pronuncia es obra suya, pero ha sido revisado por Guizot y Dupin. Manifiesta su voluntad de considerar la Carta como causa principal de la revolución y su lección última, lo que no puede sino disgustar a los revolucionarios más ardientes. «Todos los derechos», afirma él, «deben estar garantizados sólidamente, todas las instituciones necesarias en su pleno y libre ejercicio deben ser desarrolladas como lo necesitan. Unido de corazón y por convicción a los principios de un gobierno libre, acepto de entrada todas las consecuencias». A continuación, Luis Felipe enumera las reformas que pretende realizar y que retoman, en esencia, las anunciadas en la proclamación de los diputados del 31 de julio: la organización de las guardias nacionales, aplicación del jurado a los delitos de prensa, la formación de las administraciones departamentales y municipales, la interpretación del artículo 14 de la Carta. Ninguna de estas reformas, ni siquiera la última, suponía en sentido estricto una revisión constitucional. El teniente general concluyó comunicándole a las Cámaras la abdicación de Carlos X y de su hijo. Esta noticia no dejó de inquietar a todos los que esperaban un auténtico cambio de régimen, porque dejaba entrever el mantenimiento estricto de la Carta con una simple sucesión dinástica, haciendo pasar la corona de una rama de la familia a otra de la misma familia, como precio.

### El enfrentamiento de dos concepciones constitucionales divergentes

Escudo de armas de la monarquía de Julio a partir del 16 de febrero de 1831: la Carta de 1830 aparece al centro

La noche del del 3 de agosto, varios diputados descontentos se encontraron en casa del periodista Cauchois-Lemaire. Bérard propone «acabar con la antigua dinastía, crear una nueva, establecer las condiciones constitucionales a las que debería su existencia». Una vez de vuelta en casa, redacta durante la noche un proyecto que, por la mañana, envía a Dupont de l'Eure y Laffitte. Afirma que «un pacto solemne unía al pueblo francés a su monarca; este pacto acaba de romperse. Los derechos a los que había dado lugar han dejado de existir. El violador del contrato no puede, en virtud alguna, reclamar su ejecución». A la cabeza del Estado, propone situar al Duque de Orleans, porque es «amigo de las instituciones constitucionales»; pero desea «establecer las condiciones en las que obtendrá el poder». Además de las que Luis-Felipe ha adelantado, cita las responsabilidades de los ministros y agentes secundarios de la administración, el estatus legal de los militares, la reelección de los diputados nombrados para funciones públicas, la igualdad ante la ley de los cultos, la prohibición de tropas extranjeras en el ejército nacional, la abolición de la nobleza, la entrega a las Cámaras de la iniciativa de las leyes, la supresión del doble voto, bajar la edad y el censo electoral, la reconstitución total de la Cámara de los Pares. La mayoría de estas reformas suponían una revisión constitucional.
En realidad, se trata de dos concepciones constitucionales que se oponen fundamentalmente.
- Por un lado, para Bérard y los revolucionarios moderados de centro-izquierda, el golpe de fuerza de Carlos X ha hecho caducar la Carta de 1814.[nota 4] Las Tres Gloriosas marcan una discontinuidad histórica al final de la que debe fundarse un nuevo régimen, regido por una nueva constitución y con una nueva dinastía a la cabeza. Según esta interpretación, Luis Felipe es rey «aunque Borbón», y debe reinar con el nombre de Luis Felipe I.
- Por el otro lado, según Guizot, el Duque de Brogie y los doctrinarios, las Tres Gloriosas han tenido como origen la voluntad de restablecer la Carta, violada por Carlos X. Al haberse marchado este, la Carta de 1814 ha sido plenamente restaurada, y la corona debe ser conferida según las reglas dinásticas. Por consiguiente, Luis Felipe, al beneficiarse de una «cuasilegitimidad»,[nota 5] es rey «por Borbón», y debe reinar con el nombre de Felipe VII.[nota 6]

El alcance político de este debate se resume en un breve intercambio entre Guizot y Bérard el 6 de agosto, poco antes de entrar a la sesión en la Cámara:

«– Vous aviez voulu, dit Bérard, faire de la légitimité ; moi je suis entré dans le vrai en faisant de l'usurpation.

– Vous avez le plus grand tort, répond Guizot, on ne vous le pardonnera pas.

– Je ne sais si on me le pardonnera, mais ce que je sais, c'est que, grâce à moi, on montera sur un trône dont, avec votre manière de faire, on aurait pu être exclu pour toujours.»
(–Usted había querido, dijo Bérard, jugar a la legitimidad; yo he profundizado en la verdad jugando a la usurpación.

– Está usted cometiendo un error, respondió Guizot, no se le perdonará.

– No sé si se me perdonará, pero lo que sé es que, gracias a mí, se subirá a un trono del que, mediante su manera de hacer, hubiera podido estar excluido para siempre.)
Antonetti 2002, p. 602

En la mañana del 4 de agosto, el Consejo de Ministros examina la proposición de Bérard. Luis Felipe otorga su favor, y encarga a Broglie y Guizot que preparen una revisión de la Carta. Una vez terminado el consejo, los ministros dicen a Bérard que será llamado allí cuando se delibere acerca de la revisión. Esta deliberación tiene lugar al final de la tarde del día 4 y durante la jornada del 5, pero no se invita a Bérard. Este se queja de elloa Guizot, esgrimiendo la amenaza que representan los proyectos, mucho más radicales, de los republicanos; por otra parte, al día siguiente, Guizot recibe de manos de Boinvilliers, conducido hasta él por Girod de l'Ain, las condiciones de los republicanos: constitución republicana bajo forma de monarquía, declaración de derechos, ratificación de la constitución por los ciudadanos, disolución de la Cámara que acaba de reunirse y reconquista mediante la guerra de la «frontera natural» del Rin. El día 6 por la mañana, Guizot puede entregarle a Bérard el proyecto de revisión de la Carta que ha elaborado con el Duque de Broglie, al que ha añadido por cuenta propia, sin la opinión de su corredactor, una disposición que anulaba los nombramientos de los pares efectuados por Carlos X.
En la Cámara de Diputados, durante la mañana del 6 de agosto, se emprende el debate sobre la proposición de Bérard. Va a durar dos días, mientras los manifestantes republicanos rodean el Palacio Borbón, contenidos con dificultad por La Fayette y Benjamin Constant. La oposición de los republicanos se centra en la cuestión, esencial para el equilibrio del régimen, de la heredabilidad de la condición de par. En el Consejo de Ministros del 7 de agosto por la mañana, Guizot pregunta a Luis Felipe si, en caso de revuelta, autorizaría el uso de la fuerza pública; la respuesta del teniente general es, sin dudar, negativa. También el Consejo adopta una solución de término medio: la revisión del artículo 27 de la Carta será aplazada a la sesión de 1831. Durante los debates de la Asamblea, Lafayette pronuncia un discurso en favor de la abolición de la condición de par hereditaria : 

« Disciple de l’école américaine, j’ai toujours pensé que le corps législatif devait être divisé en deux chambres, avec des différences dans leur organisation. Cependant je n’ai jamais compris qu’on pût avoir des législateurs et des juges héréditaires. L’aristocratie, Messieurs, est un mauvais ingrédient dans les institutions publiques. J’exprime donc, aussi fortement que je le puis, mon vœu pour l’abolition de la pairie héréditaire. »
(Discípulo de la escuela americana, siempre he pensado que el cuerpo legislativo debía estar dividido en dos cámaras, con diferencias en su organización. No obstante, no he comprendido nunca que se puedan tener legisladores y jueces hereditarios. La aristocracia, Señorías, es un mal ingrediente en las instituciones públicas. Expreso, pues, tan encarecidamente como puedo, mi deseo de la abolición de la heredabilidad de la condición de par.)

En definitiva, la Cámara adopta un texto que retoma esencialmente la proposición de Bérard.

### El proyecto de revisión constitucional adoptado por la Cámara de los Diputados
El proyecto adoptado por los diputados empieza por invocar la violación de la Carta y la partida de Carlos X y de la familia real fuera de Francia para declarar vacante el trono de hecho y de derecho, pasando por alto las abdicaciones de Rambouillet.
El preámbulo de la Carta de 1814 es derogado por «ser hiriente para con la dignidad nacional al parecer otorgar a los franceses unos derechos que les pertenencen en esencia».
El texto mismo de la Carta es profundamente modificado:
- Los artículos 6 y 7 de la Carta de 1814 se fusionan, y la religión católica deja de estar calificada como «religión del Estado»; se la reconoce, no obstante, como religión «profesada por la mayoría de los franceses».
- En el artículo 7 (antiguo artículo 8), se suprime la mención de las leyes «que deben reprimir los abusos de [la] libertad» de prensa. Se añade: «La censura jamás podrá ser restablecida».
- En el artículo 13 (antiguo artículo 14), se suprime la posibilidad del rey de efectuar ordenanzas para «la seguridad del Estado». Solo se mantiene el poder reglamentario de ejecución de las leyes, precisandose que no podrá «nunca suspender las leyes mismas ni dispensar de su ejecución». Se precisa, asimismo, que «no podrá admitirse ninguna tropa extranjera al servicio del Estado sino en virtud de una ley».
- Los artículos 16, 17, 19 y 20 de 1814 se reemplazan por el artículo 15, según el cual la iniciativa de las leyes, antes monopolio del rey (artículo 16 de la Carta de 1814), se reparte en adelante entre el rey y las cámaras.
- En lo que respecta a la Cámara de los Pares, el artículo 22 (antiguo artículo 26) precisa que la Cámara de los Pares puede reunirse como tribunal de justicia fuera de la sesión parlamentaria. Los artículos 30 y 31 de la Carta de 1814, que herían el orgullo de la casa de Orleans al distinguir entre la familia real, los príncipes de sangre y los príncipes, se reúnen en un solo artículo que precisa que los príncipes de sangre son pares por derecho de nacimiento. Finalmente, el artículo 27 (antiguo artículo 32) estableció la publicidad de los debates parlamentarios de la Cámara alta.
- En lo que concierne a la Cámada de los Diputados (que a partir de entonces se llamará así, y no Cámara de los Diputados de los Departamentos, como en la Carta de 1814), el mandato de los diputados se reduce a 5 años, sin que se precise el modo de renovación (artículo 31, antiguo artículo 37). La edad de elegibilidad se reduce de los 30 a los 25 años (artículo 34, antiguo artículo 40). Paralelamente, el importe del censo electoral y de elegibles deja de fijarse en la Carta, y se remite a la ley electoral. Los presidentes de los colegios electorales son, a partir de ese momento, elegidos en lugar de nombrados (artículo 35, antiguo artículo 41), al igual que el presidente de la Cámara (artículo 37, antiguo artículo 43). Se le reconoce a los parlamentarios el derecho de enmienda (derogación del antiguo artículo 46)
- La responsabilidad de los ministros, antes limitada a los casos de traición y de concusión (antiguo artículo 56) se extendió en adelante a todas las infracciones penales.
- El artículo 54 (antiguo artículo 63) prohíbe toda jurisdicción de excepción.
- Se suprime la mención de la prestación de juramento real «en la solemnindad de la coronación» (artículo 65, antiguo artículo 74).
- El nuevo artículo 67 restablece los tres colores.
- El nuevo artículo 68 anula todos los nombramientos de pares realizados por Carlos X y prevé que el artículo 23, relativo a la heredabilidad de la condición de par, sea sometido a un nuevo examen en la sesión de 1831.
- El nuevo artículo 69 enumera las materias en las que debrán abundar las leyes «en el plazo más corto posible»: «1º La aplicación de un jurado a los delitos de prensa y políticos; 2º La responsabilidad de los ministros y otros agentes del poder; 3º La reelección de los diputados ascendidos a funciones públicas asalariadas;[3] 4º El voto anual del contingente del ejército; 5º La organización de la guardia nacional, con intervención de los guardias nacionales en la elección de sus oficiales;[4] 6º Las disposiciones que aseguren legalmente el estado de los oficiales de todo rango de tierra y de mar; 7º Las instituciones departamentales y municipales, fundadas en un sistema electivo;[5] 8º La educación pública y la libertad de enseñanza;[6] 9º La abolición del doble voto y la fijación de las condiciones electorales y de elegibilidad.[7]»

La conclusión del texto pone de relieve el carácter contracual de la nueva carta, a diferencia de la precendente, concesión unilateral del rey. Es un compromiso sinalagmático propuesto al Duque de Orleans, que obtendrá en realidad su soberanía de la Cámara de los Diputados, es decir, de la voluntad popular.

« Moyennant l'acceptation de ces dispositions et propositions, la Chambre des députés déclare enfin que l'intérêt universel et pressant du peuple français appelle au trône S.A.R. Louis-Philippe d'Orléans, duc d'Orléans, et ses descendants à perpétuité, de mâle en mâle, par ordre de primogéniture. [...] En conséquence, S.A.R. [...] sera invitée à accepter et à jurer les clauses et engagements ci-dessus énoncés, l'observation de la Charte constitutionnelle et des modifications indiquées, et, après l'avoir fait devant les chambres assemblées, à prendre le titre de roi des Français. » 

(Mediante la aceptación de estas disposiciones y proposiciones, la Cámara de los Diputados declara finalmente que el interés universal y apremiante del pueblo francés llama al trono a S.A.R. Luis Felipe de Orleans, Duque de Orleans, y a sus descendientes a perpetuidad, de varón en varón, por orden de primogenitura. [...] En consecuencia, S.A.R. [...] será invitada a aceptar y jurar las cláusulas y compromisos aquí enunciados, la obsercación de la Carta constitucional y de las modificaciones indicadas y, tras haberlo hecho ante las cámaras reunidas en asamblea, a tomar el título de rey de los franceses).

### La revisión de la Carta
El 7 por la tarde, tras notificar su voto a la Cámara de los Pares, los diputados, dirigidos por su vicepresidente, Jacques Laffitte, acuden al Palais-Royal. En el Salón de las Batallas, Luis Felipe, rodeado de su familia, escucha con emoción la lectura de la proclamación de la Cámara y, según su respuesta, la juzga «conforme a los principios políticos que [él] ha profesado toda [su] vida». Tras afirmar que nunca había aspirado a la corona, y que hubiera preferido la tranquilidad de su vida familiar, concluye afirmando que un sentimiento prevalece, aun así, sobre todos los demás, el amor por su país: «Yo siento que es lo que este me prescribe, y lo haré». Esta peroratio, pronunciada con lágrimas en los ojos, suscita una ovación: «¡Viva el rey! ¡Viva la reina! ¡Viva la familia real!» Luis Felipe abraza a Laffitte, La Fayette le estrecha el brazo. Afuera, la multitud entona el nombre del príncipe, que aparece en el balcón entre aclamaciones, seguido por la Duquesa de Orleans con sus hijos. «El pueblo», observa Cuvillier-Fleury,«parecía encantado de tener un rey y, sobre todo, de haberlo hecho él mismo».
El 7 de agosto, con 89 votos de los 114 presentes (de los 308 pares que tenían voto deliberativo), la Cámara de los Pares adopta la declaración de los diputados con un ligero cambio que concernía a los nombramientos de los pares realizados por Carlos X, en los que se somete a la prudencia superior del príncipe teniente general.

## El régimen establecido por la Carta de 1830
En 1830, la rama secundaria de los Borbones, la de Orleans, accede al poder. Luis Felipe I se convierte en rey de los franceses, y no en rey de Francia. Luis Felipe es el último rey que reinó en Francia, y el penúltimo monarca. Su reinado comienza en 1830 y termina con la Revolución de 1848, que lleva al nacimiento de la Segunda República.

### La soberanía
Las condiciones del nacimiento de la Monarquía de Julio están marcadas por una serie de ambigüedades constitucionales:
- La soberanía de los Borbones de la rama principal, fruto de un principio histórico y sagrada en esencia, queda abolida. Los debates de la Cámara de los Diputados el 6 de agosto de 1830 han establecido que el trono está vacío. La abdicación de Carlos X y la renuncia del delfín, el 2 de agosto, que debían abrir la vía del reinado de «Enrique V», son consideradas nulas y no legítimas: ni siquiera se las menciona. Por lo tanto, no se trata de una sucesión dinástica borbónica en derecho del Duque de Burdeos y aún menos, en el caso de que este también se considerase descalificado, del Duque de Orleans, al contrario de lo que habían imaginado los doctrinarios, con Guizot y el Duque de Broglie. Luis Felipe llega al trono «no como Borbón, sino aunque Borbón» (André Dupin). De hecho, reina con el nombre de Luis Felipe I, y no de Luis Felipe VII.
- La Monarquía de Julio no está fundada, de entrada, en la soberanía popular, al contrario de lo que reclaman los republicanos. La Carta de 1830 no será ratificada por el pueblo, no más que el ascenso al trono de Luis Felipe. «La llamada al sufragio popular», observará Guizot, «hubiera dado a la monarquía el carácter que teníamos el empeño de evitar; hubiera puesto la elección en el lugar de la necesidad y del contrato. Este hubiera sido un principio republicano, aprovechando el fracaso que acababa de sufrir el principio monárquico para expulsarlo completamente y tomar, una vez más, con un nombre real, posesión del país».[10]
- La nueva monarquía es, por lo tanto, electiva y contractual:
  - electiva, porque son los diputados –o, más precisamente, apenas la mitad de los miembros de la Cámara disuelta por Carlos X el 25 de julio– quienes constatan que «el interés universal y apremiante del pueblo francés llama al trono a S.A.R. Luis Felipe de Orleans»;
  - contractual, porque el ascenso al trono de Luis Felipe está subordinado a la aceptación por este de la Carta revisada por las Cámaras (V. más arriba): lejos de ser concedida, como la de 1814, la Carta de 1830 se presenta como un pacto entre el rey de los franceses y las Cámaras; es la razón principal por la que se ha suprimido el preámbulo de 1814.

En estas condiciones, la Monarquía de Julio no puede estar fundada sino sobre la soberanía nacional. Es porque este principio parecía evidente que se rechazó una enmienda del diputado Jean-Charles Persil, que proponía insertar, antes del párrafo Forma del gobierno del rey, una declaración inspirada en la Constitución de 1791: «La soberanía pertenece a la Nación; es inalienable e imprescriptible»

### La organización de los poderes

#### Una realeza representativa
Persil había propuesto inscribir en la Carta revisada la fórmula del principio representativo: «La Nación, de la que emanan todos los poderes, no puede ejercerlos sino por delegación». Esta proposción no se mantuvo, pero está claro que es en tanto representante de la Nación que reina Luis Felipe.
Pero comparte esta función representativa con las Cámaras. A respecto de esto, el principio hereditario y meritocráctico que preside la formación de la Cámara de los Pares, así como el régimen electoral censitario de designación de los diputados, se ajustan sin dificultad al principio de la soberanía nacional, que no concibe el electorado más que como una función (representar a la Nación), no como un derecho.
Mediante la ley del 18 de abril de 1831, el censo se reducirá de 300 a 200 francos para ser elector y a 500 francos para ser elegido. Por otra parte, se abole el doble voto. Se prevé medio censo de capacidad para algunas personas, en función de sus títulos o de sus antiguas funciones: miembros y correspondientes del Instituto de Francia, oficiales generales y superiores retirados que tengan una pensión de al menos 1200 francos. De esta manera, se duplicó el número de electores sin ampliar de manera notable, no obstante, el cuerpo electoral. Un francés de cada ciento setenta participa en la vida política por medio de las elecciones.

#### El inicio de un parlementarismo dualista
La Carta de 1830 desarrolla el germen del parlamentarismo que estaba contenido en la de 1814. Volviendo la espalda al modelo americano, está inspirada en el modelo inglés sin, no obstante, fundar un verdadero régimen parlamentario.
Por primera vez se admite la responsabilidad del gobierno ante la Cámara de los Diputados. Constituye, en efecto, la aparición de una técnica: la carta de emplazamiento que un diputado dirige al gobierno para invitarlo a explicarse respecto al ejercicio de su autoridad. Sin embargo, al situar en el mismo plano representativo la Corona y las Cámaras, implica una colaboración de los poderes cuya teoría fue creada por Prosper Duvergier de Hauranne: como los tres poderes –el rey, la Cámara de los Pares y la Cämara de los Diputados– son iguales, «es necesario que de tres acciones igualmente libres resulte una acción común que sea el gobierno, de lo contrario habría en el Estado anarquía y, por consiguiente, impotencia. No obstante, es evidente que, para obtener este resultado, es neceario un intermediario que, al participar a la vez de los tres poderes, tome prestado de cada uno una porción de la vida que les es propia. Este intermediario es el ministerio y no podría ser otro que él [...] Él es el enlace vivo entre los poderes. Representa al rey en el interior de las Cámaras, a las Cámaras en el gabinete del rey».

### El funcionamiento del régimen
La Monarquía de Julio abrió un nuevo periodo de estabilidad institucional de casi dieciocho años, superando la duración de la Restauración y de todos los regímenes anteriores desde 1789. Francia, que gozaba de una era de paz de cara a sus vecinos, pudo así perfeccionar la práctica del liberalismo político y proseguir con su evolución hacia el parlamentarismo, que encontrará su consecución durante la Tercera República.
La Cámara de los Diputados se convierte así en el corazón de la vida política. Se afirma la práctica de la interpelación. Se despliega la elocuencia. Se multiplican periódicos políticos y, con La Presse, de Émile de Girardin, empiezan a llegar a un público amplio.

#### El papel de la Corona
El lugar y el papel del rey constituyen, entre 1830 y 1840, el principal sujeto de discordia. Con Thiers, la izquierda del Partido del Movimiento, querría hacer evolucionar el régimen hacia un sistema netamente parlamentario, en el que el ministerio fuera la emanación de lás Cámaras y «el rey reinara, pero no gobiernara». Según Thiers, es por haber querido gobernar contra la Cámara que Carlos X se ha salido de la Carta y ha sido derrocado, y es el objeto mismo del nuevo régimen evitar que se reproduzca esta situación: «Hacía falta un nuevo rey, que se considerase como parte vinculada del contrato, que admitiera el gran principio de deferencia a los deseos de la mayoría». Pero los moderados del Partido de la Resistencia no lo entienden así, y consideran que, al menos en los primeros años del reinado, la prioridad absoluta debe ir hacia el restablecimiento del orden, perpetuamente amenazado por la revuelta, y que es conveniente, por lo tanto, según la fórmula del Duque de Broglie, «no apresurarse a jugar en regla al gobierno parlamentario».
El parecer de la derecha está unido con la inclinación profunda de Luis Felipe: negándose a ser un «un rey florero», quiere ejercer una influencia preponderante sobre la dirección del gobierno, y no dejarse imponer sus ministros. Como explica Pellegrino Rossi, portavoz oficioso del rey en el seno de la Universidad: «La realeza, en nuestro sistema constitucional, es el centro entorno al que se coordinan todos los poderes para formar un solo todo [...] Es en el elemento monárquico que se deposita el principio de unidad que mantiene unidas las tres partes de la máquina gubernamental: la monarquía tiene una parte en las tres ramas del poder [...] No es completamente extraña a ninguno de los grandes poderes del Estado». «El trono», declara Guizot, «no es un sillón vacío [...] La corona reposa sobre la cabeza de una persona inteligente y libre, [...] no es una simple e inerte máquina». Para Luis Felipe, los ministros deben ser ejecutantes dóciles de la voluntad real: «Por mucho que hagan», le gusta decir, «no me impedirán conducir mi coche». «Un ministerio», dice a menudo, «es un relevo de posta. Algunas veces tengo buenos caballos, y el viaje es cómodo; pero llego a un relevo en el que estoy obligado a tomar caballos fogosos o repropios; es necesario hacer la ruta y, después de todo, es solo un relevo». Admite el régimen representativo, es decir, una participación de una élite censitaria en el gobierno real, participación que juzga inevitable teniendo en cuenta el espíritu de la época, pero no acepta el régimen parlamentario, en el que es el ministerio el que asume la responsabilidad política, convirtiéndose el papel de la corona, en el mejor caso, en uno de influencia y, en el peor de los casos, reduciéndose a nada. Por el contrario, Luis Felipe, a quien le gusta la popularidad, quiere poder atribuirse el mérito de que se haga que sea popular. Cuando Casimir Perier muere de cólera en mayo de 1832, pronuncia estas significativas palabras: «Por mucho que yo hiciera [...] todo lo bueno que se hacía se trabuía a Casimir Perier, y los incidentes desafortunados recaían sobre mí; hoy, al menos, se verá que soy yo quien reina solo, completamente solo».
Ajustándose al pie de la letra a la Carta de 1830, la lectura de Luis Felipe es, desde luego, la más conforme al espíritu del texto constitucional. Este no ha instituido un régimen parlamentario: la Cámara de los Diputados no dispone del poder para tumbar el gobierno, que procede solo del rey. No obstante, el espíritu de la época no puede estar satisfecho con una práctica demasiado monárquica de las instituciones:
- Por un lado, quienes acceden a las nuevas responsabilidades políticas no están dispuestos a apoyar una configuración en la que el rey se atribuye toda la gloria de todo lo que se hace que sea popular, y deja a sus ministros cargar con la culpa de todo lo impopular que se lleva a cabo.[nota 16]
- Por otro lado, la clase media aspira a asociarse de manera real y estrecha, por medio de sus representantes, a la dirección de los asuntos del país. Los diputados, por lo tanto, van a esforzarse para demostrar –de ser necesario, mediante el absurdo, amenazando con una huelga de impuestos– su capacidad para obtener el nombramiento de un ministerio conforme a la imagen de la mayoría de la Cámara y para despedir a quien no encuentra una mayoría en su seno. La coalición formada para derribar el primer ministerio de Molé da fe de una tentativa minuciosamente organizada para apartar a un gobierno considerado como emanación directa del Palacio de las Tullerías; de manera paradójica, consiguió, en efecto, un cambio de ministerio ¡pero es a Molé a quien Luis Felipe designa para que se suceda a sí mismo!

Este conflicto entre los diputados y el rey ocupa los diez primeros años del reinado. Se ve avivado por el temperamento de Luis Felipe, maniobrero hábil, que quiere gobernar y preservar sus márgenes de iniciativa, sobre todo en lo que respecta a las políticas extranjera y de defensa, materias que considera su «dominio reservado». Esto tiene como consecuencia una enorme inestabilidad ministerial: durante los diez primeros años de reinado se cuentan catorce ministerios, algunos de los cuales son bastante efímeros, como el ministerio Maret, apodado «el ministerio de los tres días». Luis Felipe usa y abusa del derecho de disolución: disuelve siete veces la Cámara de los Diputados; la más corta no va más allá de los 10 meses, la más larga no excede los 4 años. Para manipular la mayoría de la Cámara de los Pares, el rey usa también la técnica llamada «hornada de pares». A esto se añade el escaso número de ministerios, con una «espada gloriosa» a la cabeza, es decir, un Mariscal de Francia decorativo pero que no dirige realmente el gabinete y deja que el rey actúe a su antojo. Los presidentes del Consejo fuertes – Jacques Laffitte, Casimir Perier, el Duque de Broglie– no tienen la confianza del rey, que sospecha que quieren desposeerlo de sus prerrogativas.
El conflicto sobre el papel de la Corona pasa a un segundo plano a partir de 1840. Es entonces cuando François Guizot se convierte en el auténtico jefe del ministerio y forma un tandem eficaz con Luis Felipe. El gobierno se beneficia del apoyo sólido de la Cámara de los Diputados, y de la aprobación de los electores, que reafirman su mayoría en las elecciones de 1846, respecto a las de 1842. Pero esta estabilidad ministerial, que contrasta con la inestabilidad de los diez primeros años y efectúa, según la fórmula de Prévost-Paradol, «una soldadura peligrosa entre el elemento fijo y el elemento móvil del régimen parlamentario», no puede disimular una objeción creciente sobre la legitimidad misma del régimen, que se cristaliza en torno a la cuestión de la ampliación del sufragio, y que terminará por acabar con la Monarquía de Julio en 1848.

#### El debate sobre la ampliación del sufragio
La Carta de 1830 prometía una reforma del modo de sufragio. En efecto, la Carta de 1814 había establecido un sistema muy restrictivo: el censo electoral estaba fijado en 300 francos de contribuciones directas y el censo de elegibles en 1000 francos; había, por lo tanto, menos de 100 000 electores y de 15 000 elegibles en 1830.
De entrada, la reforma electoral divide el país. Los republicanos y los bonapartistas desean, a falta de un sufragio universal, que entonces no tenía sino pocos partidarios, un regreso a la Constitución de 1791, o incluso a la Constitución del Año III. Algunos legitimistas se manifiestan también favorables a una extensión del sufragio, por considerar que los campesinos acomodados continúan siendo fieles a la monarquía legítima.
La Cámara de los Diputados comienza a debatir la nueva ley electoral el 22 de febrero de 1831. Al finalizar los dos meses de debates y tras varios vaivenes con la Cámara de los Pares, que se muestra más liberal, la ley del 19 de abril de 1831 se contenta con reducir el censo electoral a 200 francos de contribuciones directas y el censo de elegibles a 500 francos.
Este régimen permanece en vigor hasta el final del reinado. Pero el debate sobre la reforma electoral va a estar en el centro de las controversias políticas durante la década de 1840. El gobierno de Guizot es, sin duda, una emanación del «país legal», pero se amplía la distancia entre este y el «país real», irritado contra las leyes electorales, que restringen de manera excesiva la capacidad de sufragio, reservado a una élite cada vez menos representativa. A pesar del aumento considerable de la prosperidad general, el número de electores, que era de 166 000 en 1832, en 1847 alcanza solo los 240 000.
Asimismo, las acusaciones de corrupción y los escándalos minan, en cuanto a la opinió pública, sobre todo a partir de 1847, la legitimidad del régimen (véase Liste de scandales sous la monarchie de Juillet).
La izquierda realiza, por lo tanto, dos reivindicaciones principales:
- La reforma parlamentaria, mediante la adopción de una ley de incompatibilidad entre el mandato parlamentario y el ejercicio de la función pública: en efecto, durante la Monarquía de Julio, nada prohibía a un diputado que fuera, durante su mandato, nombrado para el rey para realizar funciones públicas. Según esta hipótesis, el parlamentario solo estaba obligado a solicitar a sus electores la confirmación de su mandato, que generalmente le era otorgada. De este hecho, los nombramientos eran un medio del ministerio para comprar los apoyos de la Cámara y conservarlos, los diputados nombrados para funciones públicas dependían, por lo tanto, para el avance de su carrera, del poder del gobierno;
- la reforma electoral, que comporta dos vertientes :
  - la reducción del censo electoral y de elegibilidad.
  - la agregación de capacidades, es decir, la apertura del derecho de voto a personas que, aunque no justificasen el censo requerido, han demostrado sus capacidades mediante el ejercicio de determinadas funciones (oficiales superiores y generales, miembros del Instituto, profesores, etc.)

Ni hablar todavía del sufragio universal, aunque algunos francotiradores –un independiente, como Alphonse de Lamartine; un polemista, como Louis Marie de Lahaye Cormenin; un legitimista temerario, como el abad de Genoude– sacaron adelante la idea sin creer posible su realización a medio plazo. Incluso los republicanos, cuando aluden a él, solo lo consideran por etapas. No obstante, incluso las peticiones limitadas de reforma electoral –como la propuesta por Prosper Duvergier de Hauranne en De la reforma parlamentaria y de la reforma electoral (1847)– no llegan a desembocar en ello. Guizot no contempla la ampliación del cuerpo electoral sino como resultado de la prosperidad económica; ese es el sentido de su célebre apóstrofe: «¡Enriquézcanse mediante el trabajo y el ahorro!». Es para denunciar este bloqueo que se emprenderá, en julio de 1847, la famosa «Campaña de los Banquetes», que tendrá un papel importante en la preparación de la Revolución de 1848.